# Helen Baxendale
Helen Victoria Baxendale (født 7. juni 1970) er en engelsk skuespillerinde, bedst kendt for sine roller i Cold Feet, Venner, Cardiac Arrest og An Unsuitable Job for a Woman.

## Tidlige liv
Baxendale blev født den 7. juni 1970 i Pontefract, West Riding of Yorkshire.
Hun voksede op i ShenStone, Staffordshire og ønskede at blive balletdanser, da hun var yngre. Hun blev uddannet på Elmhurst School for Dance, men droppede ud som 17 årig til fordel for en skuespillerkarriere. Hun flyttede til Bristol Old Vic Theatre School, og arbejdede derefter på Glasgow Citizens' Theatre fra 1992 til 1994.

## Karriere
Det var via Glasgow Citizens' Theatre, at hun blev castet til tv-serien Cardiac Arrest. Hendes rolle som Dr. Claire Maitland gav hende en skotsk BAFTA-nominering i 1995.
Hun var en af stjernerne i den populære tv-serie Cold Feet, hvor hun spillede Rachel Bradley, en rolle, som gav hende en britisk Comedy Award-nominering i 1997. Hun medvirkede også i An Unsuitable Job for a Woman, som Cordelia Gray, og hun havde bemærkelsesværdige tilbagevendende optrædener i den amerikanske serie Venner, som Ross Gellers kæreste, kone og endelig ekskone Emily Waltham, som gav hende en stor eksponering på det amerikanske tv-marked. Andre bemærkelsesværdige roller var som Lorna Johnson i Truth or Dare (hvor John Hannah også medvirkede), Caroline Meagher i The Investigator (sammen med Laura Fraser), og Julie Matthews i Curt Truningers Dead by Monday.

## Eksterne henvisnimger
- Helen Baxendale på Internet Movie Database (engelsk)
- Helen Baxendale på Filmdatabasen
- Helen Baxendale på danskefilm.dk
- Helen Baxendale på danskfilmogtv.dk
- Helen Baxendale på Scope
- Helen Baxendale på Svensk Filmdatabas (svensk)
- Helen Baxendale på AlloCiné (fransk)
- Helen Baxendale på AllMovie (engelsk)
- Helen Baxendale på The Movie Database (engelsk)